# Общество любителей истории и памятников Кракова

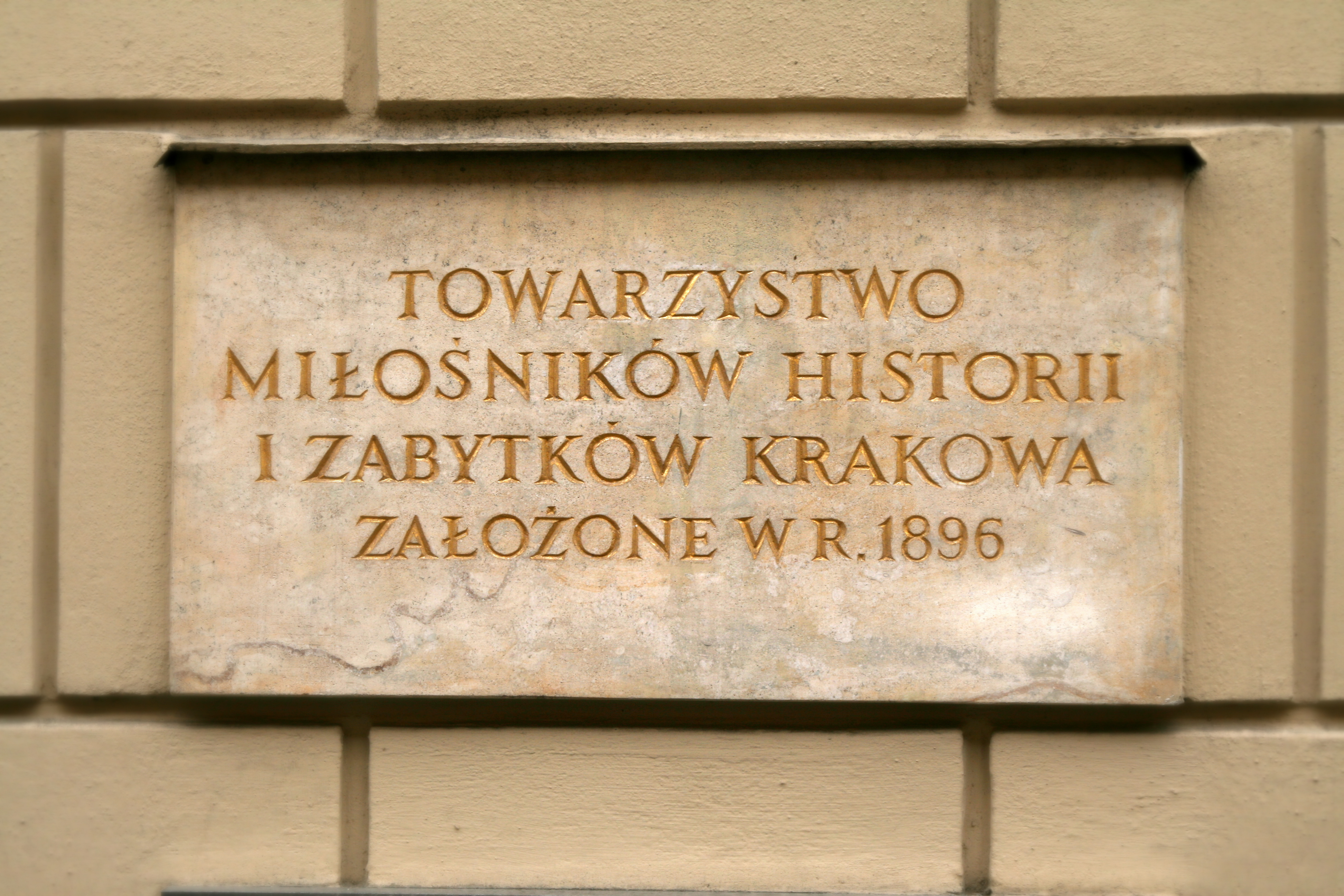
Информационная табличка на здании на ул. святого Яна, 12

Общество любителей истории и памятников Кракова (пол. Towarzystwo Miłośników Historii i Zabytków Krakowa, TMHiZK) — общественная организация, занимающаяся изучением истории Кракова и сохранением его культурного наследия. Администрация общества находится на улице святого Яна, 12. в настоящее время численность общества составляет 564 человек.
Общество любителей истории и памятников Кракова было основано 21 ноября 1896 года и свою деятельность начало 1 января 1897 года. При создании было объявлено, что главной целью общества является содействие научным исследованиям об истории Кракова, распространение знаний о городе, консервации памятников и их защита от разрушения, организация социально-культурных мероприятий в Кракове, публикация научных трудов, посвящённых истории и памятников города.
В 1923 году общество стало членом Общества любителей города Познани.
Основателями общества были Владислав Бартыновский, Клеменс Бонковский, Адам Хмель, Станислав Эстрайхер, Юзеф Фридлайн, Зыгмунт Хендель, Станислав Кшижановский, Теодор Кулаковский, Леонард Лепши, Юзеф Вавель-Луис, Владислав Лущкевич, Юзеф Мучковский, Францишек Пекосинский, Мариан Соколовский, Лаврентий Стычень, Станислав Томкович, Болеслав Уляновский, Пётр Уминский, Винценты Вдовишевский и Станислав Выспянский.
В настоящее время в состав Общества входит Комитет защиты Кургана Юзефа Пилсудского, который был основан в июне 1980 года.
Общество любителей истории и памятников Кракова с 1898 года издаёт ежегодник «Rocznik Krakowski».